# Wintera-familien
Wintera-familien (Winteraceae) indeholder aluminiumopsamlende planter. Slægterne findes i bjergegne nær ækvator, dog ikke på det afrikanske kontinent (men alligevel på Madagaskar). Ingen af slægterne ses i Danmark, og de har heller ingen økonomisk betydning.